# Franck Passi
Franck Passi (Bergerac, 28 de Março de 1966) é um treinador e ex-futebolista francês que atuava como meio-campo.

## Carreira
Formado nas divisões inferiores do Montpellier. Passi chegou a ser convocado para a Seleção Francesa sub-21, pelo qual faturou o Europeu da categoria em 1988. mas após passar por diversos clubes do futebol francês. foi atuar na Espanha, pelo modesto Compostela onde disputou a La Liga e após se transfere para a Inglaterra, para terminar a sua carreira no Bolton Wanderers.
Com o término na carreira de jogador, resolve se dedicar a função de treinador. com o retorno ao Compostela, onde trabalhou entre 2001 a 2004, atuando como assistente. mas desde 2010 foi para o Olympique de Marseille, inicialmente atuando como assistente e em 2012, atuou interinamente comando a equipe, após a saída de Élie Baup e seguiu como assistente do Olympique, inclusive do fólcrorico Marcelo Bielsa e do técnico espanhol Míchel, voltou a comandar interinamente o Olympique, nas duas ocasiões e depois sendo efetivado.

## Títulos
Seleção Francesa
- Campeonato Europeu Sub-21: 1988